# Перо Слијепчевић
Перо Слијепчевић (Самобор код Гацка, 12. јун 1888 — Београд, 13. децембар 1964) био је српски књижевни историчар.

## Образовање
После завршене гимназије у Мостару определио се за студије германистике и филозофије на Бечком универзитету. Образовање је употпунио докторатом на универзитету у Фрибургу у Швајцарској с тезом о будизму у немачкој књижевности, 1917. године.

## Учешће у ослободилачким ратовима
У Балканским ратовима био добровољац у црногорској војсци, а за време Првог светског рата је био активни заступник ставова српске државе у емиграцији.

## Професорска каријера
Био је секретар сарајевског Српског просвјетно културног друштва (СПКД) „Просвјета“, а затим професор Велике медресе у Скопљу, а затим је постао хонорарни универзитетски професор 1927. године, а наредне је постао и ванредни професор скопског Филозофског факултета. Редовни професор германистике на истом факлутету постаје 1938. године. Почетком Другог светског рата прелази на Београдски универзитет.
У време окупације је био пензионисан, али је после завршетка рата поново враћен на Београдски универзитет на којем је завршио радни век 1958. године, као шеф катедре за немачки језик и књижевност Филозофског факултета у Београду. Сматра се једним од најбољих германиста које је српска култура икада имала.
Уживао је велики углед у своме времену и, као изворни мислилац, вршиo снажан утицај у многим областима интелектуалног живота. Слијепчевић је један од најбољих германиста кога је српска наука о књижевности имала. Поред главне германистичке студије о Шилеру, затим расправа о Гетеу, Хакнеу, Томасу Ману, написао је низ историјских прегледа о значајним периодима у немачкој књижевности; расправљао је о ренесанси и просветитељству, о класици, хуманизму... Српску мисао о књижевности Слијепчевић је двоструко унапредио. С једне стране, омогућио је поуздан продор модерних метода у бурне расправе о нашем наслеђу, а с друге увео комбиновани приступ који испитује дијалог различитих цивилизација.
Осим тога, његовом политичком, историјском и културно-просветном раду нема равног не само у тзв. омладинској генерацији пред Први светски рат, већ и уопште у српској култури. Он је и један од најзначајнијих представника Младе Босне. чију ће идеологију и политичке визије уобличити у фактичко-историјски рељеф и притом изрећи и написати најтужније и најлепше речи о јунаштву и жртви њених многих неименованих јунака.
Спајао је европску модерну мисао о уметности са етичким и патријархалним вредностима. Европска култура је представљала ред, рационалност, памет - а домаћа, блиске емоције.

## Књижевна дела
Писао је студије и есеје, О савременом васпитању народа, о Лучи микрокозма, Томасу Ману, Херману Вендлу. Најзначајније дело о питањима домаће књижевности су Сабрани огледи, објављени у Београду 1956. године.
Најзначајнији његов рад у области германистике је Шилер у Југославији, а писао је и о Гетеовом односу према српскохрватској народној поезији. Његова сабрана дела су објављена 2013. године у десет томова.

## Галерија
- Насловна страна народног алманаха Просвета који је Слијепчевић уредио за 1921. годину
- Гробница породице Слијепчевић у Алеији великана на Новом гробљу у Београду